# Boşçalılar
Boşçalılar (azerbajdzjanska: Boşçallar) är en ort i Azerbajdzjan.   Den ligger i distriktet İmişli Rayonu, i den centrala delen av landet, 180 km väster om huvudstaden Baku. Boşçalılar ligger 4 meter över havet och antalet invånare är 1 583.
Terrängen runt Boşçalılar är mycket platt. Närmaste större samhälle är Imishli, 10,5 km nordost om Boşçalılar. 
Trakten runt Boşçalılar består till största delen av jordbruksmark. Runt Boşçalılar är det ganska tätbefolkat, med 54 invånare per kvadratkilometer.